# Marco Melandri
Marco Melandri (7 de agosto de 1982, Ravenna, Italia), es un expiloto de motociclismo italiano, campeón del mundo de 250cc en 2002 y subcampeón del mundo de 125cc en 1999, de MotoGP en 2005 y de WorldSBK en 2011. Finalizó su carrera en 2019 corriendo con el equipo GRT Yamaha WorldSBK en el Campeonato Mundial de Superbikes.

## Biografía
Melandri nació en Rávena. Fue introducido en el motociclismo por el expiloto Loris Reggiani a la edad de seis años. Corrió en minibikes, motocross y luego en el campeonato italiano y europeo de 125cc.
En 1997, Melandri ganó el campeonato italiano de 125cc, terminando también cuarto en el campeonato europeo de 125cc. Además de su éxito europeo, hizo su debut en el campeonato mundial de 125cc en Brno, República Checa, como piloto invitado.
Empezó muy pronto a destacar en el campeonato mundialista. Su primer año corrió apenas una carrera, pero en su segundo año finalizó tercero del mundial consiguiendo 2 victorias y 8 podios.
Al año siguiente consiguió el subcampeonato de 125cc al acabar detrás, a tan solo 1 punto, del español Emilio Alzamora. Este año cosechó grande resultados al igual que la temporada pasada. Consiguió 5 victorias para 9 podios finales, incluyendo también 3 poles.
Tras sus dos grandes temporadas decidió pasar de categoría pues la categoría de 125cc se le quedaba pequeña para su potencial.Cambió de equipo pasando de Honda a Aprilia, pero este cambio no se notó en su pilotaje ya que quedó 5.º su primer año consiguiendo, entre otros, sus primeros podios en la categoría del cuarto de litro.
La temporada 2001 fue más de lo mismo. Melandri estrenó su casillero de victorias en 250cc y finalizó 3.º del campeonato con 194 puntos. La única carrera que ganó este año fue en el Gran Premio de Alemania.

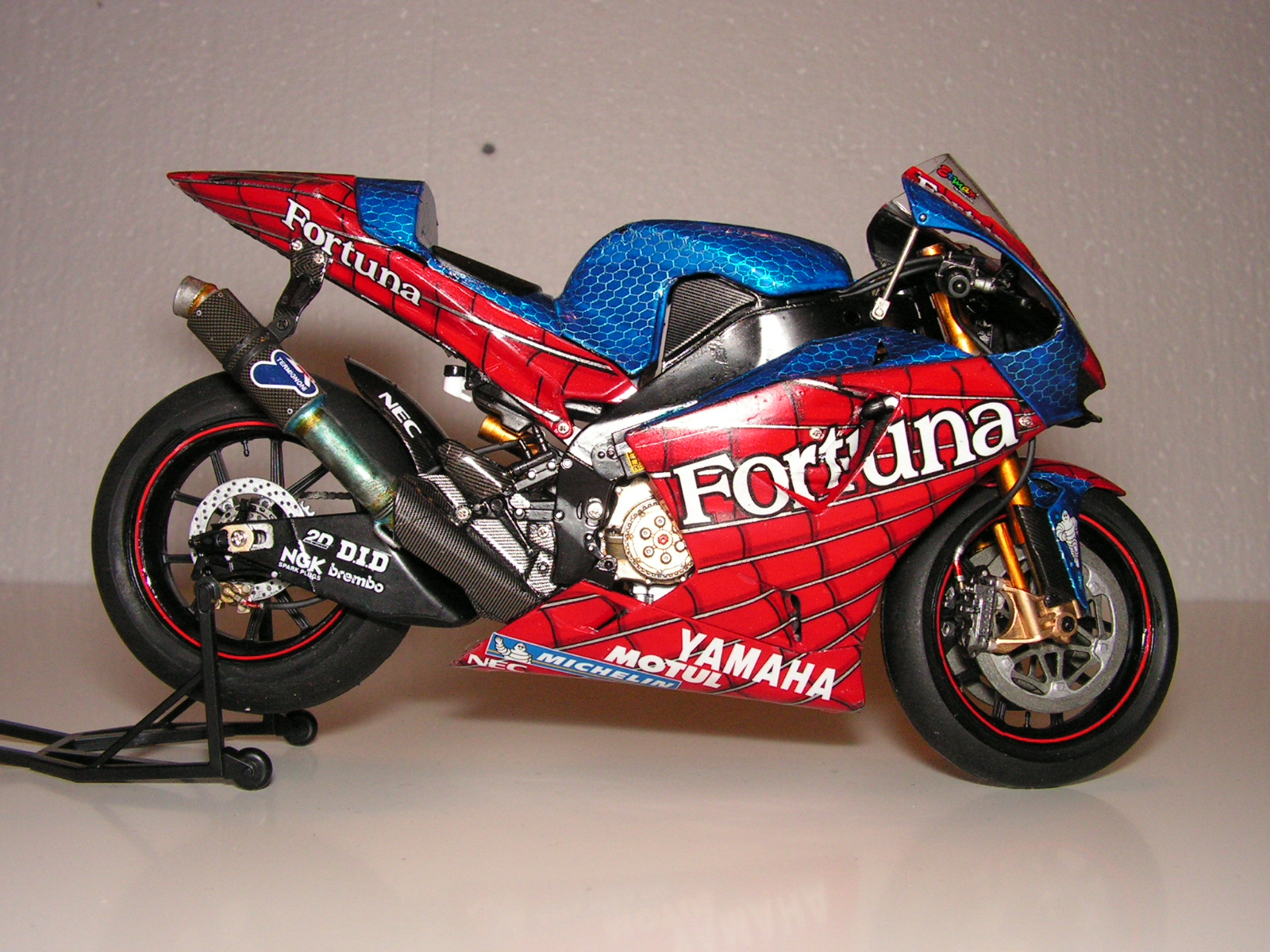
Yamaha YZR M1 de Melandri en 2004 decorada de Spider-Man para fines benéficos

Al año siguiente, ya consagrado como uno de los mejores pilotos del momento, Marco estaba en muchas listas que lo colocaban campeón del mundial. Con unas estadísticas espectaculares, Marco consiguió en este curso nada más y nada menos que 9 victorias de 16 carreras y el campeonato mundial. Melandri consiguió 6 de esas victorias de forma consecutiva, con lo que le pusieron líder del campeonato rápidamente y con una amplia ventaja sobre los siguientes clasificados.
Su paso a MotoGP no fue muy bueno y sus dos primeros años completó los peores de su carrera, apenas en dos años consiguió 2 podios y su mejor clasificación final fue 12.º en el 2004.

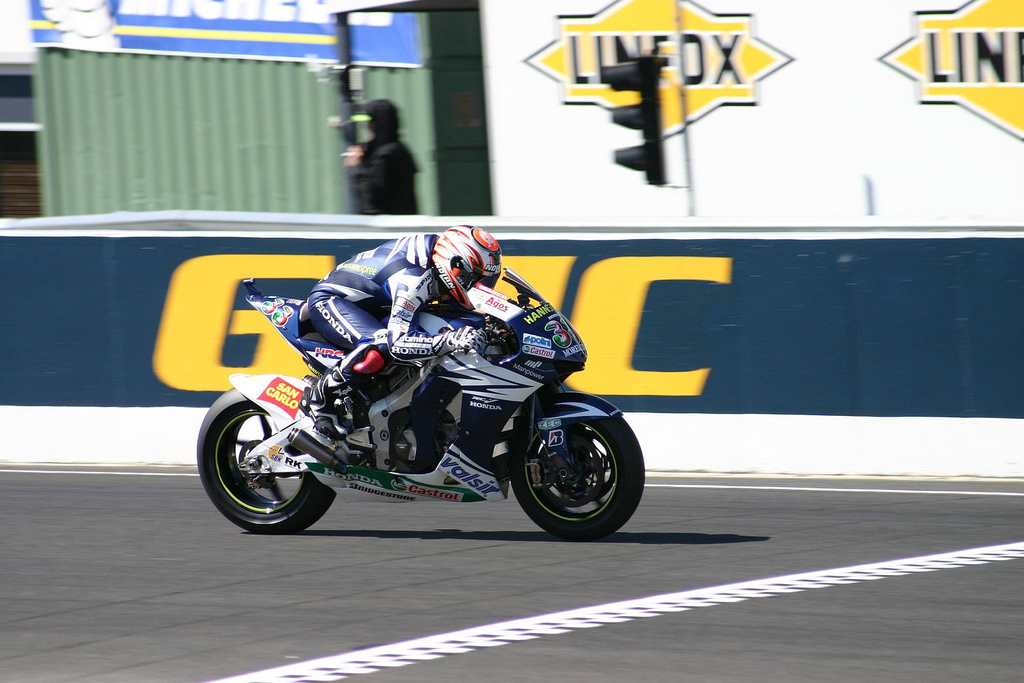
Melandri en el GP de Australia 2007

Melandri para la temporada 2005 cambió de aires y fichó por Honda dejando a atrás a Yamaha (marca que lo propulsó a la MotoGP). Este año volvió a demostrar que lo único que había pasado los años anteriores es que no tenía una buena moto. Consiguió el subcampeonato de la categoría, tan solo por detrás de "Il Dottore" Valentino Rossi. Cosechó 3 victorias esta temporada, la primera de ellas fue en el GP de Turquía.
En 2008 corrió para el equipo Ducati Marlboro, este año fue uno de los peores ya que no consiguió ningún podio y quedó 17.º del campeonato con apenas 51 puntos.

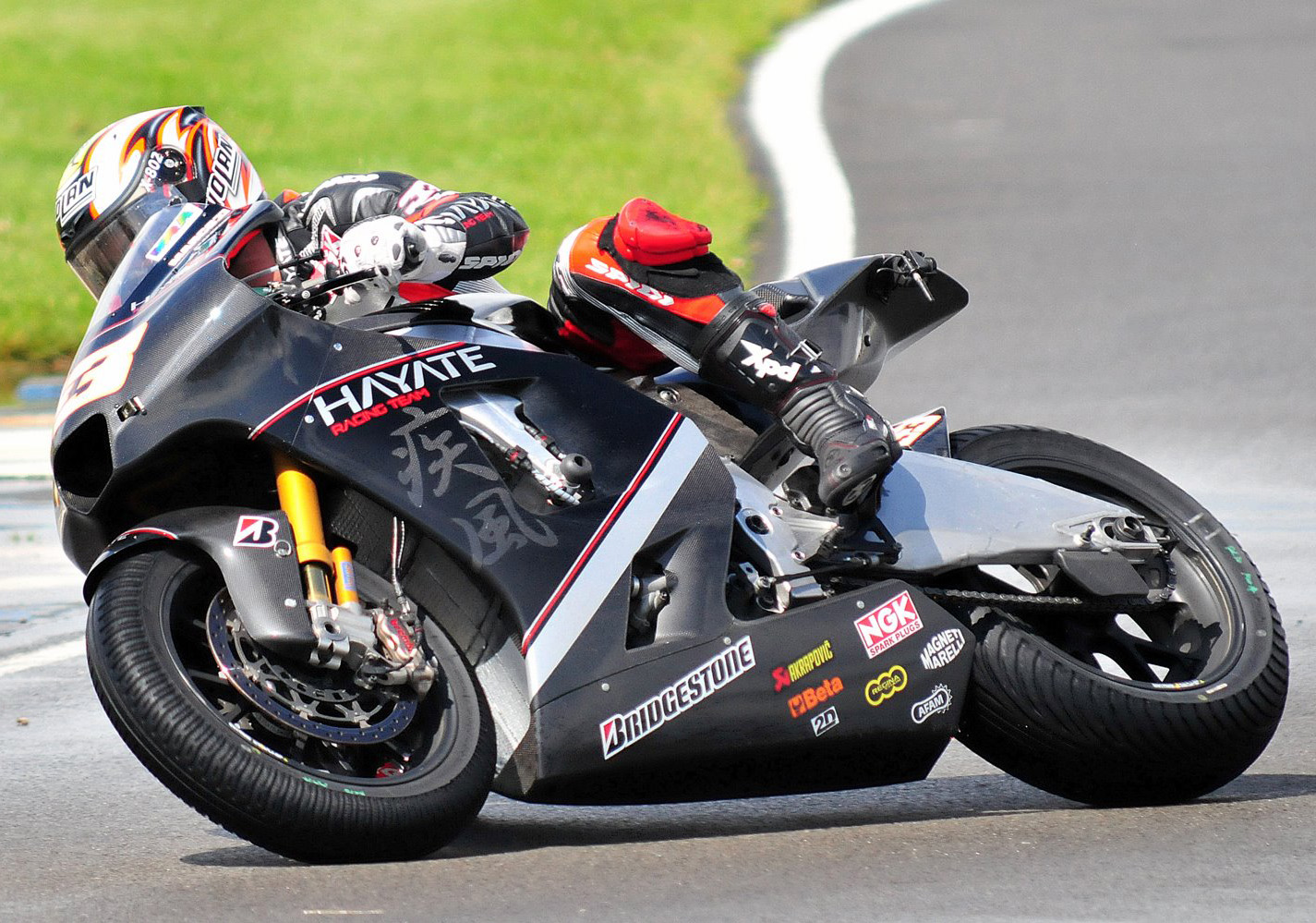
Melandri, con Kawasaki en Donington Park en 2009

Para el mundial de motociclismo de 2009 corrió gratis para la marca Kawasaki, esto se debe a la crisis mundial y se ofreció voluntario a no ganar ningún tipo de dinero. Su mejor resultado esa temporada fue el segundo puesto que consiguió en el gran premio de Francia.
En el 2010 piloto para el San Carlo Gresini Honda, compartiendo equipo con su compatriota Marco Simoncelli (quien, a diferencia de Melandri, era un piloto semioficial de Honda, teniendo contrato directamente con HRC). Se vio obligado a saltarse el Gran Premio de los Países Bajos debido a la dislocación de su hombro izquierdo occurrido en la práctica libre del gran premio. Su mejor resultado en la temporada ue el quinto puesto en el Gran Premio de Italia, gran premio en el cual después de que una larga pelea terminó en la línea de meta detrás de Casey Stoner (4.º) y adelante de Randy De Puniet (6.º)
Melandri pasó al Campeonato Mundial de Superbikes en 2011 corriendo con el equipo Yamaha World Superbike Team, reemplazando a Cal Crutchlow, quien pasó al equipo Monster Yamaha Tech 3 de MotoGP.
El 2 de octubre de 2011, Melandri firmó un contrato para correr con el equipo BMW Motorrad Motorsport para la temporada 2012, después de que Yamaha eligió no continuar con un equipo de fábrica después de la temporada 2011. Melandri logró el mejor resultado de BMW, hasta ese momento, en el Campeonato Mundial de Superbikes, con un segundo lugar en la ronda de apertura de la temporada en Phillip Island, habiendo comenzado 13.º en la parrilla. Puestos de top ten le siguieron en Imola, Assen y Monza, Melandri logró la primera victoria de BMW en el Campeonato Mundial de Superbikes en la ronda europea en Donington Park, su compañero de equipo el local, Leon Haslam terminó segundo, dándole a BMW un soñado 1-2. En la segunda carrera de Donington Park, Melandri y Haslam chocaron en la última vuelta de la carrera, otorgándole la victoria a Jonathan Rea y negándole a BMW un fin de semana soñado. A partir de ese momento, Melandri ganó carreras en Miller Motorsports Park, Motorland Aragón, las dos carreras celebradas en Brno y en el Moscow Raceway.
En noviembre de 2014, se anunció que Melandri regresaría a MotoGP, con el equipo de fábrica de Aprilia, el Aprilia Racing Team Gressini para la temporada 2015. Sin embargo, después de no poder sumar un punto en las primeras ocho carreras de la temporada en las cuales terminó entre los últimos, Melandri dejó el equipo y fue reemplazado por Michael Laverty en el Gran Premio de Alemania y a partir del Gran Premio de Indianápolis hasta el final de la temporada por Stefan Bradl.
En 2016, Melandri se encontraba sin equipo hasta que en julio fue contratado por el Aruba.it Racing – Ducati para correr con ellos en la temporada 2017 del Campeonato Mundial de Superbikes. En la carrera 2 de la ronda inaugural del campeonato en Phillip Island, en la carrera terminó en el tercer puerto detrás de Jonathan Rea y de su compañero de equipo Chaz Davies, largo desde la tercera posición y en la primera vuelta perdió posiciones quedando decimotercero, logró remontar y hasta lideró la carrera por algunas vueltas. En la carrera 2 en Misano, después de comenzar desde el décimo lugar, ganó por primera vez con la Ducati Panigale R; esta victoria fue la victoria número cien para un piloto italiano en el Campeonato del Mundo de Superbikes, veinte de los cuales fueron obtenidas por Melandri, esta fue su primera y única victoria en la temporada. En el transcurso de la temporada consiguió once podios, ocho terceros puestos y tres segundos puestos, además de conseguir la superpole en Jerez.
En agosto de 2017 se confirmó la renovación de Melandri con el Aruba.it Racing – Ducati para la temporada 2018. Comenzó la temporada ganando las dos carreras de la ronda de apertura en Phillip Island, con la victoria en la carrera 2 de Australia, Melandri alcanzó las 22 victorias y superó las 21 de Max Biaggi convirtiéndose en el piloto italiano con más victorias en el Campeonato Mundial de Superbikes. en el resto de la temporada consiguió ocho podios, tres segundos puestos en las carreras 1 de Brno, Portugal y Argentina y cinco terceros puestos en la carrera 1 de Imola y en las carreras 2 de Aragón, Misano, Portugal y Argentina. Además consiguió dos Superpoles en Aragón y en la Argentina.
El 9 de noviembre de 2018 se anunció su fichaje para la temporada siguiente con el equipo GRT Yamaha WorldSBK, equipo debutante en la categoría, usando una Yamaha YZF-R1. Su compañero de equipo fue el también debutante Sandro Cortese. El 23 de febrero de 2019 alcanzó el tercer lugar en Phillip Island en la primera carrera con su nuevo equipo. En la temporada consiguió otros dos podios más, ambos fueron logrados en el Circuito de Jerez, terminó tercero tanto en la carrera 1 como en la carrera superpole. El 9 de julio de 2019, Melandri anunció públicamente que tomó la decisión de retirarse al final de la temporada 2019. En su último fin de semana como piloto profesional, clasificó decimoséptimo para las carreras 1 y superpole en las cuales terminó en la decimosegunda y décima posición. Para la carrera 2, largo en la décima posición y concluyó su última carrera como piloto profesional en la decimoséptima posición.

## Resultados

### Campeonato del Mundo de Motociclismo

#### Por temporada
| Temp. | Cat.   | Moto                   | Equipo                       | Carreras | Victorias | Podios | Poles | V.Ráp. | Pts. | Pos. | CM |
| ----- | ------ | ---------------------- | ---------------------------- | -------- | --------- | ------ | ----- | ------ | ---- | ---- | -- |
| 1997  | 125cc  | Honda RS125R           |                              | 1        | 0         | 0      | 0     | 0      | 0    | NC   | 0  |
| 1998  | 125cc  | Honda RS125R           | Benetton Matteoni            | 14       | 2         | 8      | 3     | 1      | 202  | 3.º  | 0  |
| 1999  | 125cc  | Honda RS125R           | Benetton Playlife            | 14       | 5         | 9      | 3     | 4      | 226  | 2.º  | 0  |
| 2000  | 250cc  | Aprilia RSV250         | Blu Aprilia Team             | 16       | 0         | 4      | 1     | 0      | 159  | 5.º  | 0  |
| 2001  | 250cc  | Aprilia RSV250         | MS Aprilia Racing            | 15       | 1         | 9      | 0     | 4      | 194  | 3.º  | 0  |
| 2002  | 250cc  | Aprilia RSV250         | MS Aprilia Racing            | 16       | 9         | 12     | 2     | 4      | 298  | 1.º  | 1  |
| 2003  | MotoGP | Yamaha YZR-M1          | Fortuna Yamaha               | 13       | 0         | 0      | 0     | 0      | 45   | 15.º | 0  |
| 2004  | MotoGP | Yamaha YZR-M1          | Fortuna Tech 3               | 15       | 0         | 2      | 0     | 0      | 75   | 12.º | 0  |
| 2005  | MotoGP | Honda RC211V           | Movistar Honda MotoGP        | 17       | 2         | 7      | 0     | 3      | 220  | 2.º  | 0  |
| 2006  | MotoGP | Honda RC211V           | Fortuna Honda Gresini        | 17       | 3         | 7      | 0     | 0      | 228  | 4.º  | 0  |
| 2007  | MotoGP | Honda RC212V           | Gresini Racing               | 17       | 0         | 3      | 0     | 0      | 187  | 5.º  | 0  |
| 2008  | MotoGP | Ducati Desmosedici GP8 | Ducati Marlboro              | 18       | 0         | 0      | 0     | 0      | 51   | 17.º | 0  |
| 2009  | MotoGP | Kawasaki Ninja ZX-RR   | Hayate Racing Team           | 17       | 0         | 1      | 0     | 0      | 108  | 10.º | 0  |
| 2010  | MotoGP | Honda RC212V           | San Carlo Honda Gresini Team | 17       | 0         | 0      | 0     | 0      | 103  | 10.º | 0  |
| 2015  | MotoGP | Aprilia RS-GP          | Aprilia Racing Team Gresini  | 8        | 0         | 0      | 0     | 0      | 0    | NC   | 0  |
| Total |        |                        |                              | 215      | 22        | 62     | 9     | 16     | 2096 |      | 1  |

#### Por Categoría
| Categoría | Temporadas      | 1.er Gran Premio     | 1.er Podio      | 1.ª Victoria      | Carreras | Victorias | Podios | Poles | V.Rap | Pts. | CM |
| --------- | --------------- | -------------------- | --------------- | ----------------- | -------- | --------- | ------ | ----- | ----- | ---- | -- |
| 125cc     | 1997–1999       | República Checa 1997 | Italia 1998     | Países Bajos 1998 | 29       | 7         | 17     | 6     | 5     | 428  | 0  |
| 250cc     | 2000–2002       | Sudáfrica 2000       | Portugal 2000   | Alemania 2001     | 47       | 10        | 25     | 3     | 8     | 651  | 1  |
| MotoGP    | 2003–2010, 2015 | Japón 2003           | Cataluña 2004   | Turquía 2005      | 139      | 5         | 20     | 0     | 3     | 1017 | 0  |
| Total     | 1997–2010, 2015 | 1997–2010, 2015      | 1997–2010, 2015 | 1997–2010, 2015   | 215      | 22        | 62     | 9     | 16    | 2096 | 1  |

#### Carreras por año
(Carreras en negrita indica pole position, carreras en cursiva indica vuelta rápida)
| Año  | Clase  | Moto     | 1       | 2       | 3       | 4      | 5       | 6       | 7       | 8       | 9       | 10      | 11      | 12      | 13      | 14      | 15      | 16      | 17     | 18     | Pos. | Pts. |
| ---- | ------ | -------- | ------- | ------- | ------- | ------ | ------- | ------- | ------- | ------- | ------- | ------- | ------- | ------- | ------- | ------- | ------- | ------- | ------ | ------ | ---- | ---- |
| 1997 | 125cc  | Honda    | MAL -   | JPN -   | SPA -   | ITA -  | AUT -   | FRA -   | NED -   | IMO -   | GER -   | BRA -   | GBR -   | CZE 17  | CAT -   | IND -   | AUS -   |         |        |        | NC   | 0    |
| 1998 | 125cc  | Honda    | JPN 10  | MAL Ret | SPA 10  | ITA 2  | FRA 2   | MAD 2   | NED 1   | GBR 4   | GER 13  | CZE 1   | IMO 2   | CAT 8   | AUS 3   | ARG 2   |         |         |        |        | 3.º  | 202  |
| 1999 | 125cc  | Honda    | MAL -   | JPN -   | SPA Ret | FRA 6  | ITA 2   | CAT 3   | NED 8   | GBR 5   | GER 1   | CZE 1   | IMO 1   | VAL Ret | AUS 1   | RSA 3   | BRA 2   | ARG 1   |        |        | 2.º  | 226  |
| 2000 | 250cc  | Aprilia  | RSA 13  | MAL 5   | JPN 5   | SPA 6  | FRA 4   | ITA 4   | CAT 6   | NED Ret | GBR Ret | GER Ret | CZE 4   | POR 3   | VAL 3   | BRA 3   | PAC 3   | AUS 5   |        |        | 5.º  | 159  |
| 2001 | 250cc  | Aprilia  | JPN 6   | RSA 2   | SPA 3   | FRA 3  | ITA 3   | CAT Ret | NED 6   | GBR 3   | GER 1   | CZE 2   | POR 2   | VAL Ret | PAC Ret | AUS -   | MAL 11  | BRA 2   |        |        | 3.º  | 194  |
| 2002 | 250cc  | Aprilia  | JPN Ret | RSA 1   | SPA Ret | FRA 2  | ITA 1   | CAT 1   | NED 1   | GBR 1   | GER 1   | CZE 1   | POR 2   | BRA 4   | PAC 2   | MAL Ret | AUS 1   | VAL 1   |        |        | 1.º  | 298  |
| 2003 | MotoGP | Yamaha   | JPN WD  | RSA -   | SPA 17  | FRA 15 | ITA 11  | CAT 13  | NED Ret | GBR Ret | GER Ret | CZE 10  | POR 7   | BRA 11  | PAC 5   | MAL 11  | AUS Ret | VAL -   |        |        | 15.º | 45   |
| 2004 | MotoGP | Yamaha   | RSA 11  | SPA Ret | FRA 6   | ITA 9  | CAT 3   | NED 3   | BRA 13  | GER Ret | GBR -   | CZE 9   | POR Ret | JPN 5   | QAT Ret | MAL Ret | AUS Ret | VAL Ret |        |        | 12.º | 75   |
| 2005 | MotoGP | Honda    | SPA 3   | POR 4   | CHN 3   | FRA 4  | ITA 4   | CAT 3   | NED 2   | EUA Ret | GBR Ret | GER 7   | CZE 6   | JPN Ret | MAL 5   | QAT 2   | AUS 4   | TUR 1   | VAL 1  |        | 2.º  | 220  |
| 2006 | MotoGP | Honda    | SPA 5   | QAT 7   | TUR 1   | CHN 7  | FRA 1   | ITA 6   | CAT Ret | NED 7   | GBR 3   | GER 2   | EUA 3   | CZE 5   | MAL 9   | AUS 1   | JPN 3   | POR 8   | VAL 5  |        | 4.º  | 228  |
| 2007 | MotoGP | Honda    | QAT 5   | SPA 8   | CHN 5   | TUR 5  | FRA 2   | ITA 9   | CAT 9   | GBR 10  | NED 10  | GER 6   | EUA 3   | CZE -   | RSM 4   | POR 5   | JPN 5   | AUS 10  | MAL 2  | VAL 4  | 5.º  | 187  |
| 2008 | MotoGP | Ducati   | QAT 11  | SPA 12  | POR 13  | CHN 5  | FRA 15  | ITA Ret | CAT 11  | GBR 16  | NED 13  | GER Ret | EUA 16  | CZE 7   | SMR 9   | IND 19  | JPN 13  | AUS 16  | MAL 16 | VAL 16 | 17.º | 51   |
| 2009 | MotoGP | Kawasaki | QAT 14  | JPN 6   | SPA 5   | FRA 2  | ITA 11  | CAT 14  | NED 12  | EUA 10  | GER 7   | GBR 7   | CZE Ret | IND Ret | SMR 8   | POR 12  | AUS 7   | MAL 8   | VAL 17 |        | 10.º | 108  |
| 2010 | MotoGP | Honda    | QAT 13  | SPA 8   | FRA 6   | ITA 5  | GBR Ret | NED DNS | CAT 9   | GER 10  | EUA 8   | CZE 8   | IND Ret | SMR 10  | ARA 9   | JPN 11  | MAL 9   | AUS 9   | POR 9  | VAL 13 | 10.º | 103  |
| 2015 | MotoGP | Aprilia  | QAT 21  | AME Ret | ARG 20  | SPA 19 | FRA 18  | ITA 18  | CAT Ret | NED 19  | GER -   | IND -   | CZE -   | GBR -   | RSM -   | ARA -   | JPN -   | AUS -   | MAL -  | VAL -  | NC   | 0    |

### Campeonato Mundial de Superbikes

#### Por temporada
| Temp. | Moto              | Equipo                      | Carreras | Victorias | Podios | Poles | V.Ráp. | Pts.   | Pos. | CM |
| ----- | ----------------- | --------------------------- | -------- | --------- | ------ | ----- | ------ | ------ | ---- | -- |
| 2011  | Yamaha YZF-R1     | Yamaha World Superbike Team | 26       | 4         | 15     | 1     | 3      | 395    | 2.º  | -  |
| 2012  | BMW S1000RR       | BMW Motorrad Motorsport     | 25       | 6         | 11     | 0     | 4      | 328.5  | 3.º  | -  |
| 2013  | BMW S1000RR       | BMW Motorrad Motorsport     | 26       | 3         | 12     | 0     | 2      | 359    | 4.º  | -  |
| 2014  | Aprilia RSV4      | Aprilia Racing Team         | 24       | 6         | 11     | 0     | 3      | 333    | 4.º  | -  |
| 2017  | Ducati Panigale R | Aruba.it Racing – Ducati    | 26       | 1         | 13     | 1     | 4      | 327    | 4.º  | -  |
| 2018  | Ducati Panigale R | Aruba.it Racing – Ducati    | 25       | 2         | 10     | 2     | 5      | 297    | 5.º  | -  |
| 2019  | Yamaha YZF-R1     | GRT Yamaha WorldSBK         | 36       | 0         | 3      | 0     | 0      | 177    | 9.º  | -  |
| Total |                   |                             | 188      | 22        | 75     | 4     | 21     | 2216.5 |      |    |

- *Temporada en curso.

#### Carreras por año
(Carreras en negrita indica pole position, carreras en cursiva indica vuelta rápida)
| Año  | Moto    | 1       | 1     | 2      | 2      | 3       | 3       | 4     | 4       | 5      | 5       | 6      | 6       | 7       | 7      | 8     | 8       | 9     | 9       | 10    | 10    | 11    | 11    | 12      | 12      | 13      | 13      | 14    | 14      | Pos. | Pts.  |
| Año  | Moto    | R1      | R2    | R1     | R2     | R1      | R2      | R1    | R2      | R1     | R2      | R1     | R2      | R1      | R2     | R1    | R2      | R1    | R2      | R1    | R2    | R1    | R2    | R1      | R2      | R1      | R2      | R1    | R2      | Pos. | Pts.  |
| ---- | ------- | ------- | ----- | ------ | ------ | ------- | ------- | ----- | ------- | ------ | ------- | ------ | ------- | ------- | ------ | ----- | ------- | ----- | ------- | ----- | ----- | ----- | ----- | ------- | ------- | ------- | ------- | ----- | ------- | ---- | ----- |
| 2011 | Yamaha  | AUS 5   | AUS 3 | EUR 1  | EUR 2  | NED 4   | NED Ret | ITA 4 | ITA 2   | EUA 10 | EUA 6   | SMR 3  | SMR Ret | SPA 1   | SPA 2  | CZE 1 | CZE 2   | GBR 3 | GBR 3   | GER 2 | GER 6 | ITA 8 | ITA 6 | FRA 2   | FRA 2   | POR 6   | POR 1   |       |         | 2.º  | 395   |
| 2012 | BMW     | AUS 2   | AUS 6 | ITA 6  | ITA 10 | NED 9   | NED 4   | ITA C | ITA 4   | EUR 1  | EUR Ret | EUA 2  | EUA 1   | SMR Ret | SMR 4  | SPA 2 | SPA 1   | CZE 1 | CZE 1   | GBR 7 | GBR 8 | RUS 2 | RUS 1 | GER Ret | GER Ret | POR Ret | POR DNS | FRA 2 | FRA Ret | 3.º  | 328.5 |
| 2013 | BMW     | AUS Ret | AUS 3 | SPA 3  | SPA 5  | NED Ret | NED 8   | ITA 1 | ITA 2   | GBR 2  | GBR 5   | POR 1  | POR 12  | ITA 4   | ITA 4  | RUS 1 | RUS C   | GBR 9 | GBR 9   | GER 2 | GER 3 | TUR 2 | TUR 4 | EUA 4   | EUA 3   | FRA 5   | FRA 7   | SPA 2 | SPA DNS | 4.º  | 359   |
| 2014 | Aprilia | AUS 2   | AUS 8 | SPA 11 | SPA 3  | NED 6   | NED 6   | ITA 6 | ITA 11  | GBR 4  | GBR 17  | MAL 1  | MAL 1   | SMR 3   | SMR 3  | POR 4 | POR Ret | EUA 1 | EUA Ret | SPA 1 | SPA 1 | FRA 2 | FRA 1 | QAT 8   | QAT 4   |         |         |       |         | 4.º  | 333   |
| 2017 | Ducati  | AUS Ret | AUS 3 | THA 4  | THA 3  | SPA 2   | SPA 3   | NED 3 | NED Ret | ITA 3  | ITA 5   | GBR 4  | GBR Ret | ITA 15  | ITA 1  | EUA 4 | EUA 4   | GER 4 | GER 3   | POR 3 | POR 3 | FRA 2 | FRA 5 | SPA Ret | SPA 2   | QAT 3   | QAT 6   |       |         | 4.º  | 327   |
| 2018 | Ducati  | AUS 1   | AUS 1 | THA 8  | THA 7  | SPA 4   | SPA 3   | NED 6 | NED 7   | ITA 3  | ITA Ret | GBR 22 | GBR 11  | CZE 2   | CZE 15 | EUA 5 | EUA Ret | ITA 7 | ITA 3   | POR 2 | POR 3 | FRA 6 | FRA 5 | ARG 2   | ARG 3   | QAT 5   | QAT C   |       |         | 5.º  | 297   |

| Año  | Marca  | 1     | 1     | 1     | 2     | 2     | 2     | 3      | 3      | 3      | 4      | 4     | 4      | 5     | 5      | 5     | 6     | 6     | 6       | 7     | 7     | 7      | 8      | 8      | 8      | 9     | 9      | 9     | 10    | 10     | 10    | 11    | 11     | 11    | 12      | 12     | 12     | 13     | 13     | 13     | Pos. | Pts. |
| Año  | Marca  | R1    | CS    | R2    | R1    | CS    | R2    | R1     | CS     | R2     | R1     | CS    | R2     | R1    | CS     | R2    | R1    | CS    | R2      | R1    | CS    | R2     | R1     | CS     | R2     | R1    | CS     | R2    | R1    | CS     | R2    | R1    | CS     | R2    | R1      | CS     | R2     | R1     | CS     | R2     | Pos. | Pts. |
| ---- | ------ | ----- | ----- | ----- | ----- | ----- | ----- | ------ | ------ | ------ | ------ | ----- | ------ | ----- | ------ | ----- | ----- | ----- | ------- | ----- | ----- | ------ | ------ | ------ | ------ | ----- | ------ | ----- | ----- | ------ | ----- | ----- | ------ | ----- | ------- | ------ | ------ | ------ | ------ | ------ | ---- | ---- |
| 2019 | Yamaha | AUS 3 | AUS 6 | AUS 6 | THA 6 | THA 6 | THA 6 | SPA 12 | SPA 11 | SPA 11 | NED 12 | NED C | NED 14 | ITA 6 | ITA 17 | ITA C | SPA 3 | SPA 3 | SPA Ret | ITA 6 | ITA 6 | ITA 16 | GBR 14 | GBR 10 | GBR 10 | EUA 9 | EUA 16 | EUA 9 | POR 9 | POR 13 | POR 8 | FRA 8 | FRA 12 | FRA 6 | ARG DNS | ARG 15 | ARG 14 | QAT 12 | QAT 10 | QAT 17 | 9.º  | 177  |